# Reconquête de Gallipoli
Guerres entre l'Empire byzantin et les Ottomans
Batailles
- Bapheus
- Campagne catalane
- Bursa
- Pélékanon
- Nicée
- Nicomédie
- 1re Gallipoli
- 2e Gallipoli
- Philadelphie
- 1re Constantinople
- 2e Constantinople
- 3e Constantinople
- 4e Constantinople
- Thessalonique
- Bosphore
- 5e Constantinople

La reconquête de Gallipoli fut une tentative couronnée de succès menée par Amédée VI, comte de Savoie, pour reprendre la péninsule de Gallipoli, après que celle-ci eut été conquise par les Ottomans, en 1354, à la suite d'un séisme désastreux. Elle se veut une tentative de reprendre le contrôle stratégique des Dardanelles et en Thrace.

## Contexte
Depuis 1354, les Turcs utilisent les Dardanelles pour envoyer des troupes nombreuses en Thrace. L'ouest de l'Asie mineure fut en l'espace de moins d'un siècle le cœur du royaume ottoman. Pendant que ces derniers débarquent en Europe, ils prennent villes sur villes à l'Empire byzantin, lequel est plongé dans une guerre civile qui durera jusqu'en 1391. Les Grecs sont peu à peu remplacés par des colons turcs, ce qui permet aux Ottomans de renforcer leur position dans la région qui constitue aujourd'hui la partie européenne de la Turquie moderne.
En fin de compte, Gallipoli n'était pas une position stratégique cruciale en 1366 comme elle pouvait l'être en 1354 (la Thrace était déjà une forteresse turque). Cependant, les Chrétiens ont conservé une suprématie navale dans la région jusqu'au début du XVe siècle, alors qu'elle était déjà occupée par les Turcs.
De fait, une guerre d'usure pourrait tourner à l'avantage de Byzance. Sans renforts de la part de Turcs venant de l'Asie Mineure, la Thrace ottomane pourrait être écrasée. Néanmoins, malgré la reprise de Gallipoli, la guerre civile occupe bien trop l'empire byzantin et l'empereur Andronic IV Paléologue permet aux Turcs de pénétrer en Europe en échange de l'aide du sultan contre les dissidents.
De fait, Gallipoli, bien que reconquise, sera cédée aux Turcs en 1377 et servira une nouvelle fois au transport de colons turcs en Europe, affaiblissant ainsi un peu plus l'Empire byzantin.